# Levitastadion
Het Levitastadion is een multifunctioneel stadion in Kefar Sava, een plaats in Israël. Tussen 1986 en 2000 heette dit stadion Hapoel Kfar-Sabastadion.
In het stadion is plaats voor 5.500 toeschouwers. Het stadion werd geopend in 1986. Het stadion wordt vooral gebruikt voor voetbalwedstrijden, de voetbalclubs Hapoel Kefar Saba en Beitar Kfar Saba FC maken gebruik van dit stadion. 

## EK onder 16
Het stadion werd ook gebruikt voor drie wedstrijden op het Europees kampioenschap voetbal onder 16 van 2000. 
| № | Datum      | Wedstrijd             | Uitslag | Competitie |
| - | ---------- | --------------------- | ------- | ---------- |
| 1 | 1 mei 2000 | Hongarije – Duitsland | 1–4     | EK–16 2000 |
| 2 | 3 mei 2000 | Nederland – Duitsland | 0–1     | EK–16 2000 |
| 3 | 5 mei 2000 | Nederland – Hongarije | 2–0     | EK–16 2000 |

## Afbeeldingen

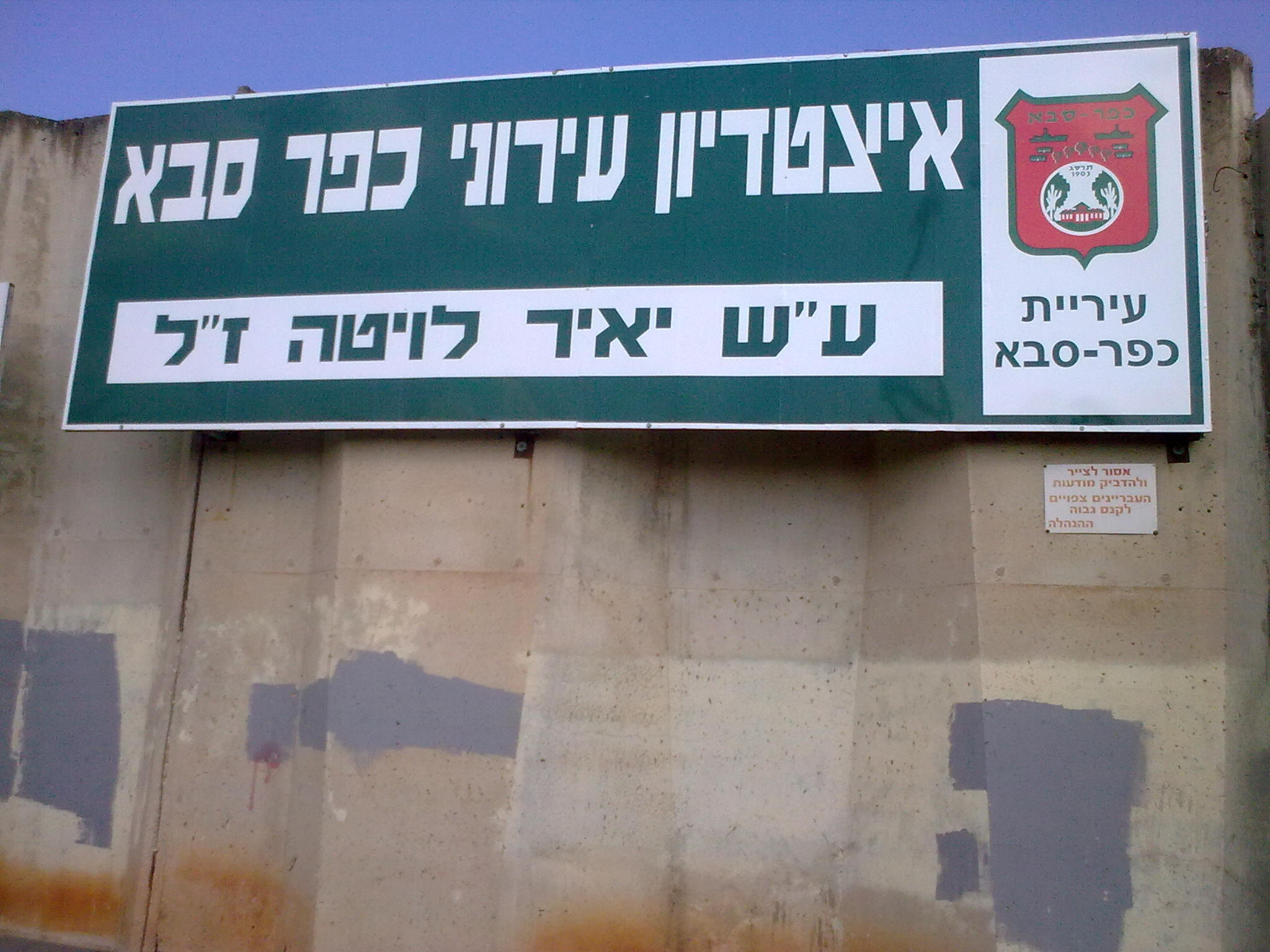
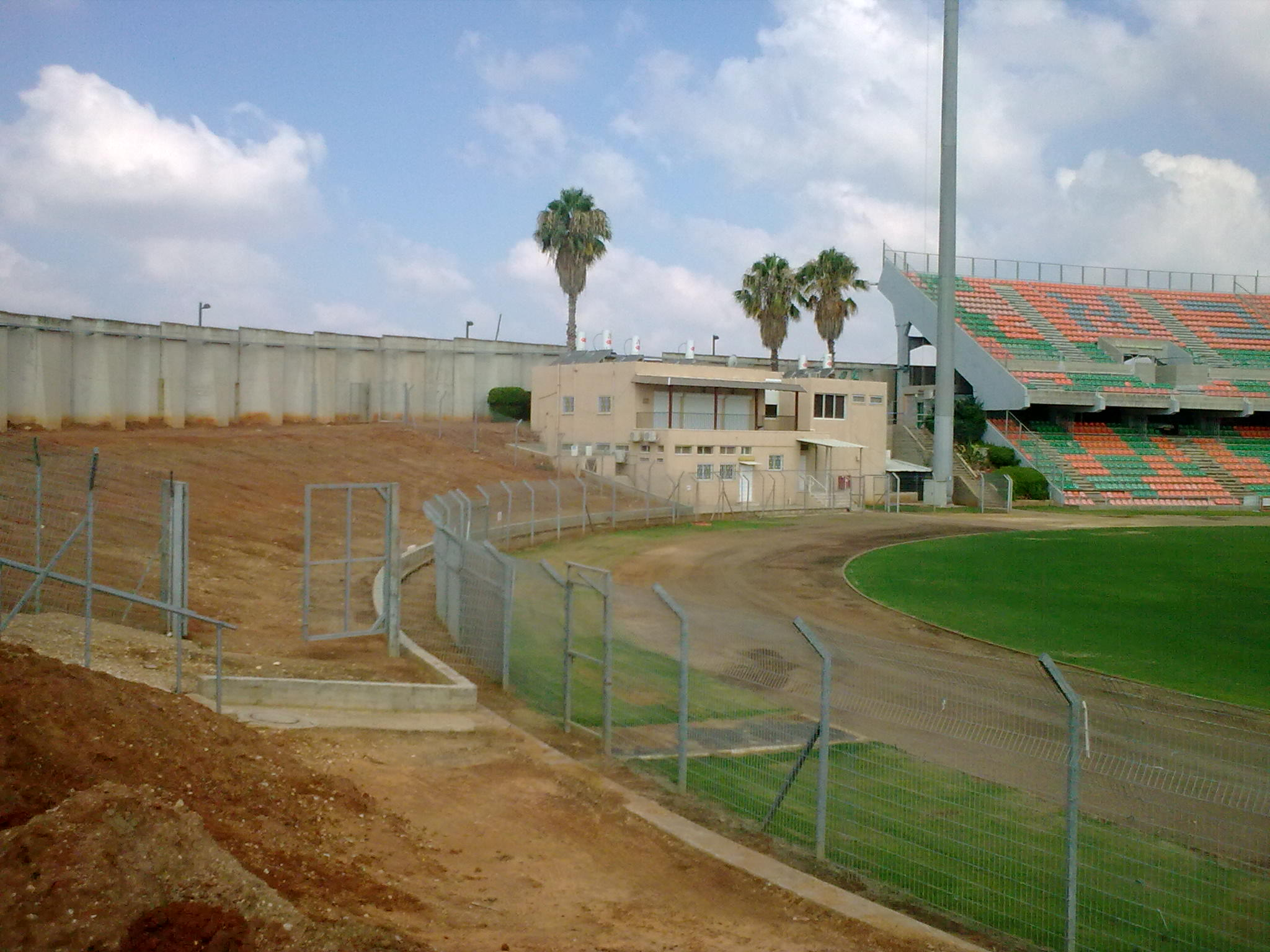
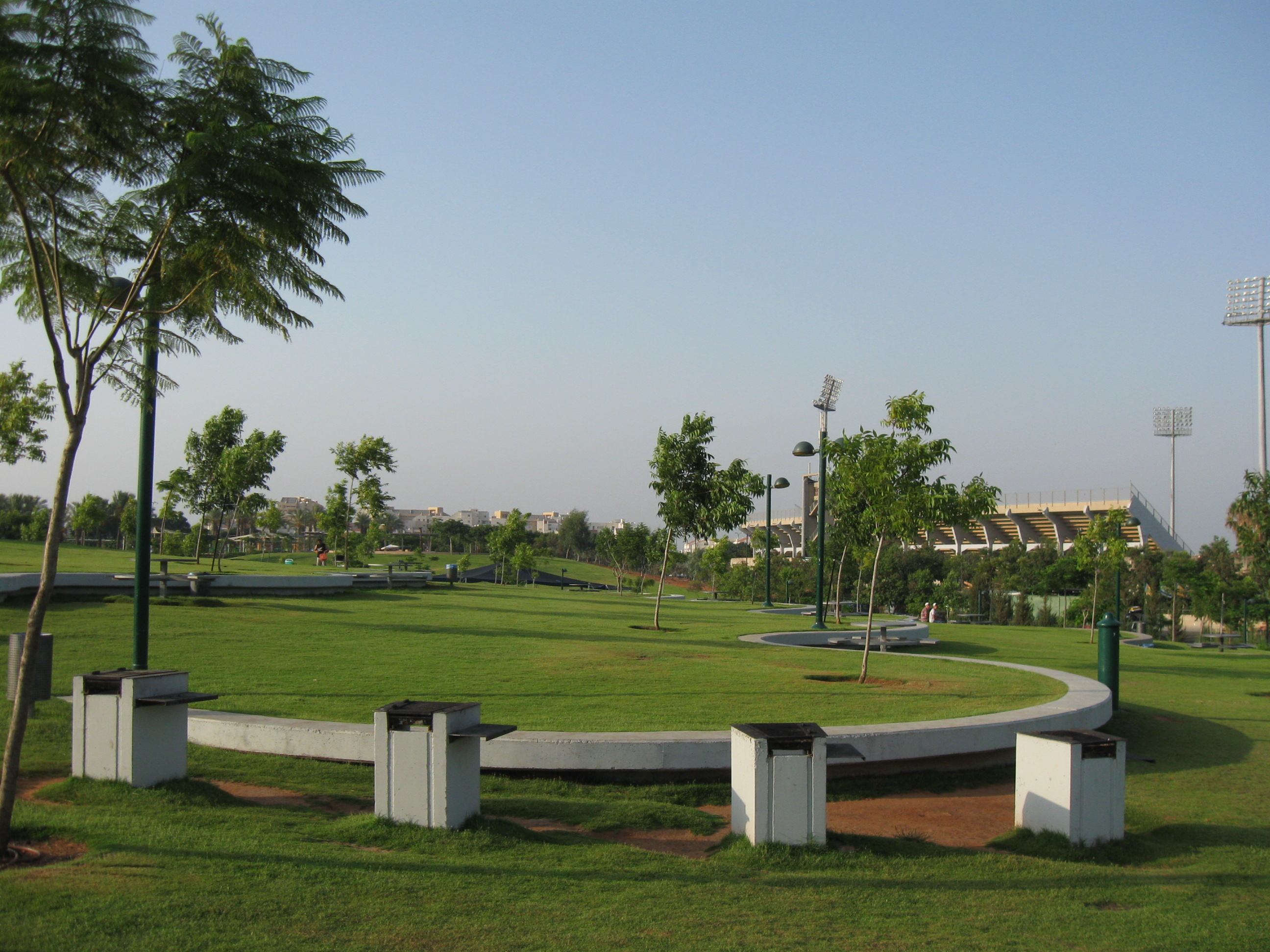